# Ulrike Schäfer
Ulrike Schäfer (geboren 1965 in München) ist eine deutsche Schriftstellerin.

## Leben

### Ausbildung und Berufsleben
Ulrike Schäfer wuchs in Schweinfurt auf und lebt seit 1985 in Würzburg. Dort studierte sie Germanistik, Philosophie und Informatik und war Dozentin für Sprachwissenschaft und Deutsch als Fremdsprache an der Julius-Maximilians-Universität Würzburg. Schließlich arbeitete sie als Softwareberaterin und Webdesignerin.

### Schriftstellerin
Schäfer schreibt Prosa, Theaterstücke und Lyrik. Zwei ihrer Theaterstücke wurden am Mainfranken-Theater Würzburg uraufgeführt: 2015 die Bühnenfassung von Leonhard Frank: Die Jünger Jesu und 2016 das musikalische Schauspiel Ein Widder mit Flügeln. Der Roman Die Jünger Jesu wurde 2014 für die Aktion „Würzburg liest ein Buch“ ausgewählt. Schäfer entwickelte in diesem Rahmen einen Sprechtext an Leonhard Frank und die Bühnenfassung zu Die Jünger Jesu.
Gerne präsentiert Schäfer ihre Texte bei Lesungen und das auch in Interaktion mit anderen. So tritt sie mit der Autorengruppe liTrio, bei der Lesebühne Großraumdichten & Kleinstadtgeschichten, sowie mit Musikern wie dem Jazz-Gitarristen Christian Bekmulin auf.
Während ihres Aufenthalts im Stuttgarter Schriftstellerhaus 2015 schrieb Schäfer einen Stipendiaten-Blog und leitete eine Reihe von Schreibwerkstätten. Auch in Würzburg engagiert sie sich als Coach, bietet eine Schreibwerkstatt an und hat den Podcast „schreiben literarisch“ ins Leben gerufen.
Schäfer veröffentlichte Texte in diversen Literaturzeitschriften, wie Wortlaut – Zeitschrift für Literatur in Franken, Zeichen & Wunder, Miromente, Signum – Blätter für Literatur und Kritik, Lichtungen, Konzepte, Macondo, L. Der Literaturbote, Literatur in Bayern, entwürfe, erostepost, Krautgarten, Der Dreischneuß.

### Netzwerk
Schäfer ist Mitglied im Verband deutscher Schriftstellerinnen und Schriftsteller (VS), in der Autorinnenvereinigung, die sie in Würzburg vertritt, bei den BücherFrauen und im Dachverband freier Würzburger Kulturträger.

## Publikationen
Kurzprosa (Kleine Auswahl)
- Nachts, weit von hier. Erzählungen. Klöpfer und Meyer, Tübingen 2015, ISBN 978-3-86351-405-1.
- Alte Geschichten. In: Thomas Kastura (Hrsg.): Mord in der Buchhandlung. Gmeiner, Meßkirch 2021, ISBN 978-3-8392-0056-8, S. 95–113.
- #MeinKlassiker (29): „Ich wollte nur mal Danke sagen“ – Ulrike Schäfer über Marie Luise Kaschnitz. In: Buch-Blog „Sätze und Schätze“. Birgit Böllinger, 11. Januar 2017, abgerufen am 30. Mai 2022.

Multimedia
- Mit Kim Fabienne Hertinger, Pauline Füg, Johannes Jung, Cendra Polsner: Push the Button. Multimediale Literaturshow. 9. Juni 2020. Push the Button auf YouTube, 9. Juni 2020, abgerufen am 30. Mai 2022 (Laufzeit: 41:36).

Bühnenstücke
- 2014 Ruth. Drama nach Leonhard Frank.
- 2015 Bühnenfassung von Leonhard Frank: Die Jünger Jesu, wurde 2015 uraufgeführt am Mainfranken-Theater Würzburg
- 2016 Ein Widder mit Flügeln. 700 Jahre Bürgerspital Würzburg. Ein musikalisches Schauspiel.

## Auszeichnungen
- 2010 Würth-Literaturpreis der Tübinger Poetik-Dozentur (1. Preis für die Erzählung Das Haus)[9]
- 2011 Finalistin des 4. Literaturwettbewerbs Wartholz für den Text Weite Wege[10]
- 2013 erostepost-Literaturpreis für die Erzählung Pralinenmann[11]
- 2013 Studienaufenthalt in der Soltauer Künstlerwohnung[12]
- 2014 Frauen-Literaturpreis (1. Preis) für die Erzählung Nele[13]
- 2014 Leonhard-Frank-Preis für Dramatik[14]
- 2014 Jurypreis des Irseer Pegasus[15]
- 2015 Präsenz-Stipendium im Stuttgarter Schriftstellerhaus für die Erzählungen Das Haus und Nachts, weit von hier.[6]
- 2017 Kulturförderpreis der Stadt Würzburg[16]

2014 begründete die Jury für die Vergabe des Leonhard-Frank-Preises, Schäfers Erzählhaltung orientiere sich an Brechts Dreigroschenoper: „Und so vermeidet sie in ihrem Zugriff alles Pathetische und Moralische von Leonhard Franks Stoff und arbeitet vielmehr mit Überzeichnung und Ironie“.